# بينس زابو
بينس زابو (بالمجرية: Szabó Bence)‏ (و. 1962  م) هو مبارز بالسيف مجري، ولد في بيكيسكسابا، شارك في الألعاب الأولمبية الصيفية 1996، ومبارزة سيف الشيش في الألعاب الأولمبية الصيفية 1992 – رجال سيف المبارزة ‏، والألعاب الأولمبية الصيفية 1988، والألعاب الأولمبية الصيفية 1992، ومبارزة سيف الشيش في الألعاب الأولمبية الصيفية 1996 – فريق رجال سيف المبارزة ‏.

## روابط خارجية
- بينس زابو على موقع الاتحاد الدولي للمبارزة (الإنجليزية)
- بينس زابو على موقع الاتحاد الدولي للمبارزة (الإنجليزية)
- بينس زابو على موقع أوليمبيديا (الإنجليزية)